# Karl Maria Stepan
Karl Maria Stepan (* 24. Juni 1894 in Wien als Carl Borromäus Anton Maria Stepan; † 11. September 1972 in Graz, Steiermark) war ein österreichischer Politiker. 1934 bis 1938 war er Landeshauptmann der Steiermark.

## Leben

### Frühes Leben
Karl Maria Stepan wurde am 24. Juni 1894 In Wien-Gumpendorf geboren. Seine Eltern Josef und Josefa (geb. Philipp) stammten aus damals deutsch besiedelten Gebieten der Krain (heute Slowenien) und Mähren (heute Tschechien). Karl Marias Großvater Anton war in den Revolutionsjahren um 1848 in der Bundesfestung Mainz stationiert. Vater Josef Stepan war ein bekannter Graveurmeister, starb aber bereits mit 33 Jahren um das Jahr 1899. Seine Eltern waren Anhänger der christlichen Erneuerungsbewegung, die Heinrich Abel in der Reichshauptstadt begründet hatte. Josefa heiratete am 18. Februar 1900 den staatlich bediensteten Buchdrucker Ferdinand Julius Tillmann, mit dem sie weitere Kinder hatte.
Stepan besuchte eine Volksschule in Wien-Perchtoldsdorf und Gymnasien in Mödling, Wiener Neustadt und Wien-Meidling. Nachdem er 1913 erfolgreich seine Matura absolviert hatte, begann er 1914 sein Jus-Studium an der Rechtswissenschaftlichen Fakultät der Universität Wien. Er trat in die KaV Verbindung Norica ein, die sich mit der KaV Verbindung Franco-Bavaria des zukünftigen BK Dollfuß die Bude teilte.
Im August 1914 entschied sich Stepan freiwillig für den Kriegsdienst. Nach seiner Musterung am 31. August 1914 meldete er sich als Einjährig-Freiwilliger für das k.u.k Infanterieregiment Nr. 4 „Hoch und Deutschmeister“. Einen Monat später wechselte er zum Infanterieregiment Nr. 49 „Freiherr von Heß“.  Im März 1915 wurde seine Einheit als Teil der 1. k.u.k. Armee am Fluss Nida, einen Nebenfluss der Weichsel etwas nordöstlich von Krakau, stationiert. Am 2. Mai 1915 nahm Stepan an der erfolgreichen Gorlice-Tarnow Offensive der Mittelmächte teil, durch die die russische Armee weit nach Osten zurückgedrängt werden konnte. Die 1. k.u.k. Armee eroberte Luzk und stand im September 1915 vor Dubno in der heutigen Ukraine.
Stepan geriet am 17. September 1915 in russische Kriegsgefangenschaft  und verbrachte fünf Jahre lang in einem Gulag in Sibirien (bei Stretensk, östlich des Baikalsees). Als Offizier (ab 1. Juli 1915 Fähnrich, ab 1. Mai 1918 Oberleutnant) war der Lageraufenthalt trotz aller Entbehrung, der schlechten Ernährung und zahlreicher Erkrankungen weniger beschwerlich als für einfache Soldaten. Ein privates Tagebuch berichtet detailliert über diesen Zeitraum. Nach Ende des 1. Weltkrieges wurde Stepan in ein Lager bei Atschinks verlegt und beschloss auszubrechen. Er schloss sich als Trommler der Roten Armee an und setzte sich von dieser in Orel ab, um die Flucht über Moskau, Petersburg und Narva fortzusetzen.
Im Juli 1920 kehrte er über Deutschland nach Österreich zurück und begann ein Jahr darauf ein Studium der Rechtswissenschaft an den Universitäten Wien und Graz. In seiner Studienzeit schärfte sich seine Gegnerschaft zum deutschnationalen Lager. Am 24. Jänner 1924 promovierte er zum Doktor beider Rechte. Weniger später lernte er Maria Elisabeth Königer kennen, die er nur wenige Monate später, am 6. Oktober 1924 heiratete und mit der 5 Kinder haben sollte.
Stepan war Mitglied der katholischen Studentenverbindungen KaV Norica Wien und KÖHV Carolina Graz, beide im ÖCV.

### Politische Karriere
Stepan zählte bald darauf zu einem führenden Christdemokraten, der 1924 als Generalsekretär die Leitung der steirischen Landesorganisation der Christlichsozialen Partei (CS) übernahm. 1928 trat er als Direktionssekretär in die Dienste des Katholischen Preßvereins, in dem er wenige Monate später zum Generaldirektor befördert wurde. 1932 trat er aufgrund von Differenzen aus der CS aus.
Stepan zählte zu den ersten Widerstandskämpfern gegen den aufkommenden Nationalsozialismus. Kurz nachdem 1933 in Wien Engelbert Dollfuß den Ständestaat proklamiert hatte, zog Stepan nach Wien und war maßgeblich am Aufbau der Vaterländischen Front (VF) beteiligt, die als austrofaschistische Einheitspartei fungierte. Am 19. Februar 1934 übernahm er bis 29. Oktober die Leitung der VF. Am 2. November 1934 wurde Stepan zum Landeshauptmann der Steiermark ernannt. 1934 bis 1938 gehörte er auch dem Länderrat und dem Bundestag an. Da sein Vorschlag, militärisch gegen die Nationalsozialisten vorzugehen, keine Unterstützung fand, trat er am 3. März 1938 als Landeshauptmann zurück. Dadurch schied er aus dem Länderrat aus und wurde stattdessen Mitglied im Staatsrat, wo er seinen Nachfolger als Landeshauptmann Rolph Trummer ersetzte.
Wegen seiner beharrlichen Ablehnung des NS-Regimes wurde Stepan am 12. März 1938 verhaftet und im April in das Konzentrationslager Dachau verschleppt. In den kommenden zwei Jahren wurde er in den Konzentrationslagern Dachau, Mauthausen und Gusen interniert, ehe er 1940 freigelassen wurde. In Graz angekommen, fand Stepan Arbeit als Magazinarbeiter bei einem Lederhändler, bis er 1944 erneut von der Gestapo verhaftet wurde. Erneut ging es ins KZ, dieses Mal nach Flossenbürg und im November wiederum nach Dachau, das am 29. April 1945 befreit wurde. Seine Briefe, die er seiner Familie aus der Gefangenschaft zukommen ließ, symbolisieren seinen Widerstand gegen den Nationalsozialismus und wurden 2001 von den Autoren Fritz Csoklich und Matthias Opis in einem Buch publiziert.

### Späteres Leben
Nach dem Krieg konnte Stepan an seine politische Karriere nicht anknüpfen. Er widmete sich daraufhin dem Wiederaufbau der aus dem Katholischen Preßverein hervorgegangenen steirischen Styria Medien AG, eines Verlagshauses, dem er bis zu seiner Pensionierung im Jahr 1968 als Generaldirektor vorstand. Auch förderte er die Katholische Aktion in der Steiermark.
Karl Maria Stepan engagierte sich für zahlreiche Sozialprojekte in Schulen, Kindereinrichtungen und Krankenhäuser in Palästina. 1953 wurde er  durch Kardinal-Großmeister Nicola Canali zum Ritter des Ritterordens vom Heiligen Grab in Jerusalem ernannt und in Graz durch den Großprior Andreas Rohracher in den Orden investiert. Er war von 1954 bis 1970 Ordenskanzler des Päpstlichen Ritterordens in Österreich.
Nach langer Krankheit starb Karl Maria Stepan 1972 im Alter von 78 Jahren. Er ist auf dem St.-Leonhard-Friedhof in Graz beigesetzt.

## Ehrungen und Auszeichnungen (Auszug)
- Silberne Tapferkeitsmedaille II. Klasse (1. Weltkrieg)
- Karl-Truppenkreuz (1. Weltkrieg)
- Großkreuz des heiligen Sylvesterordens (November 1936)
- Großkreuz des österreichischen Verdienstordens (März 1938)[5]
- Ehrenring des Landes Steiermark (Juni 1963)
- Gregoriusorden (Oktober 1964)

## Belege
1. 1 2  Taufbuch - 01-078 | 06., Gumpendorf | Wien/Niederösterreich (Osten): Rk. Erzdiözese Wien | Österreich | Matricula Online. In: Matricula Online. ICARUS, abgerufen am 16. August 2024.
2. ↑  Trauungsbuch - 02-69 | 06., Gumpendorf | Wien/Niederösterreich (Osten): Rk. Erzdiözese Wien | Österreich | Matricula Online. In: Matricula Online. ICARUS, abgerufen am 16. August 2024.
3. 1 2  Robert Kriechbaumer (Hrsg.): Österreich! und Front Heil! (= Schriftenreihe des Forschungsinstitutes für politisch-historische Studien der Dr.-Wilfried-Haslauer-Bibliothek, Salzburg. Band 23). Böhlau, Wien / Köln / Weimar 2005, ISBN 3-205-77324-1, S. 86.
4. ↑  Irmgard Bärnthaler: Die Vaterländische Front. Geschichte und Organisation. Europa Verlag, Wien 1971, ISBN 3-203-50379-7, S. 40, 71.
5. ↑  Dr. Trummer – Landeshauptmann von Steiermark. In: Der Bauernbündler, 12. März 1938, S. 3 (online bei ANNO).

| Personendaten    | Personendaten              |
| ---------------- | -------------------------- |
| NAME             | Stepan, Karl Maria         |
| KURZBESCHREIBUNG | österreichischer Politiker |
| GEBURTSDATUM     | 24. Juni 1894              |
| GEBURTSORT       | Wien                       |
| STERBEDATUM      | 11. September 1972         |
| STERBEORT        | Graz                       |